# 大营镇 (宾川县)
大营镇，是中华人民共和国云南省大理白族自治州宾川县下辖的一个乡镇，位于宾川县西部，东与县城金牛镇相连，南接宾居镇，北与鸡足山镇（原炼洞乡）毗邻，西与大理市海东、挖色接壤，是宾川县通往州府大理市的必经之路，素称“宾川西大门”。镇政府所在地大营街，海拔1660米。
大营镇总面积302.54平方公里，耕地面积38,753亩。2020年户籍人口28,847人，其中白族占41.02%。经济以农业为主，盛产烤烟、玉米、葡萄、柑橘等多种农经作物。

## 历史
民国时期为钟山乡。1950年属鸡山区，之后先后改称乡、公社、区。1988年1月撤区改乡。1999年3月，大营乡的上沧、白荡坪、江股、关李4村委会划归鸡足山镇。2001年3月撤乡建镇。2010年12月，彩凤华侨管理区的大营片区并入大营镇，设立华侨社区。

## 行政区划
大营镇下辖以下地区：
华侨社区、大营村、瓦溪村、排营村和莉村。

## 中国传统村落
2013年8月，萂村被评为第二批中国传统村落。

## 图片

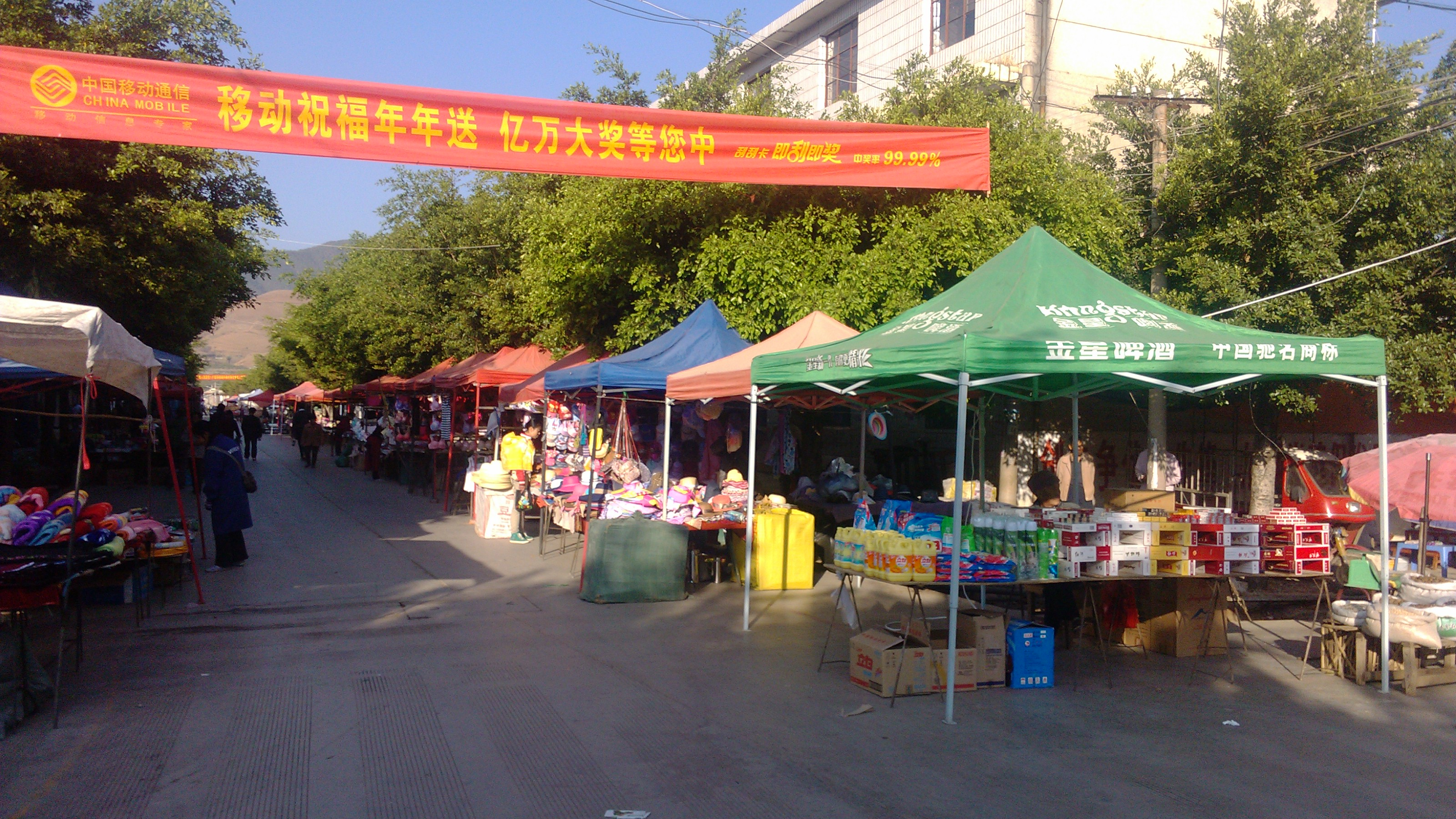
大营街集市，大营街每周四为赶街日
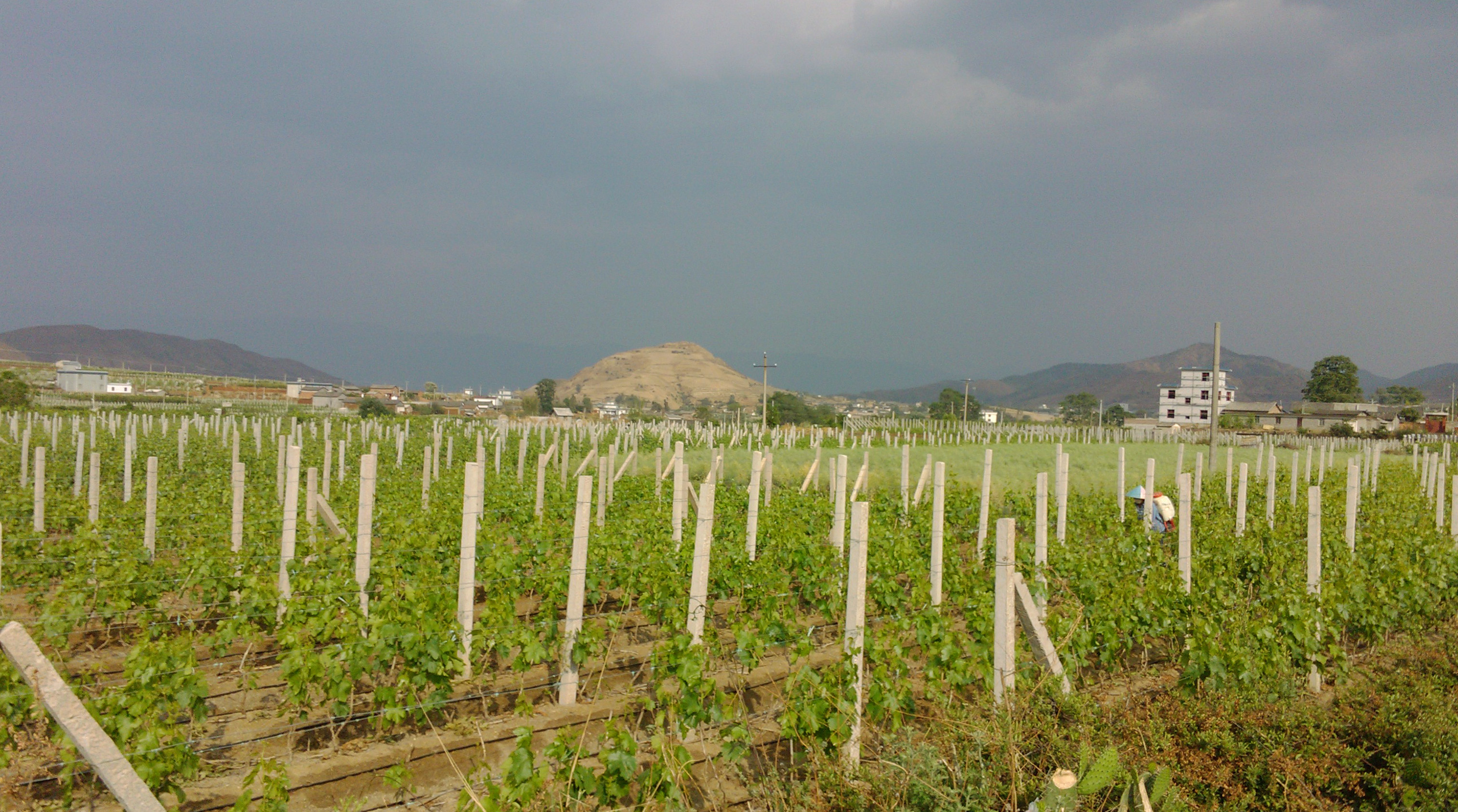
大营镇的葡萄种植
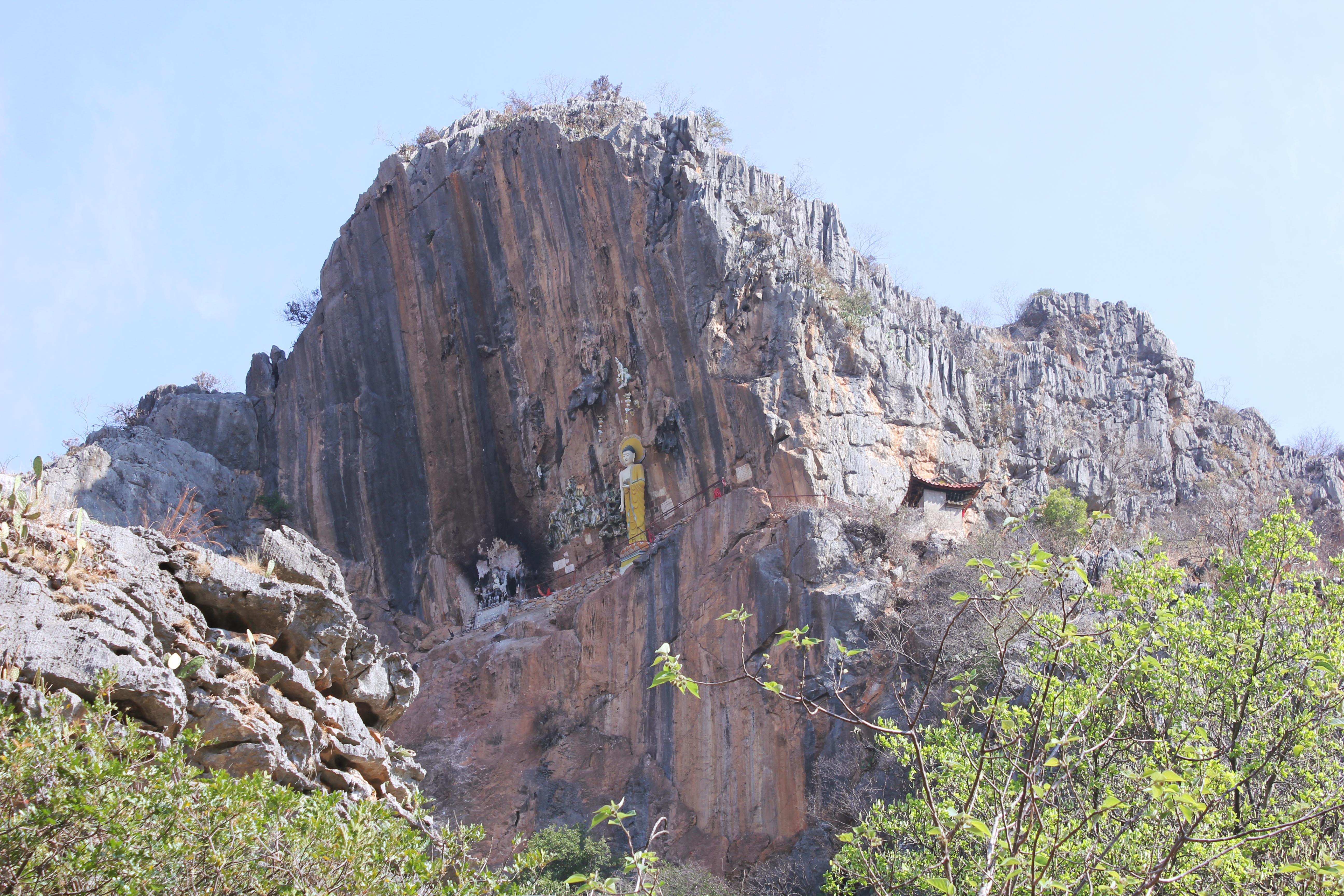
观音禅寺（观音阁），位于大营镇西南的观音箐